# Freda Meissner-Blau
Freda Meissner-Blau (Dresde, Alemania, 11 de marzo de 1927-22 de diciembre de 2015) fue una política austríaca, activista y una prominente figura del movimiento ecologista de Austria. Ella fue una de las fundadoras y portavoces oficiales del Partido Verde de Austria.

## Inicios
Freda nació en una familia adinerada de industriales alemanes, siendo la menor de cuatro hijos. Su padre, el doctor Ferdinand Meissner Hohenmeiss fue un economista y periodista. Sus primeros años de vida transcurrirían en Reichenberg, actualmente Liberec, hasta que su familia se trasladó a Linz donde comenzó la escuela. Creció educada liberalmente por su familia, disfrutando de la naturaleza, el arte y la cultura. Más adelante, los Meissner se trasladarían a Viena, en 1938, donde su padre se convertiría en editor de un periódico que abiertamente criticaba el movimiento nazi. Ferdinand sería considerado por el gobierno como enemigo del estado por su postura abierta y tuvo que refugiarse en Reino Unido en 1939. Para evitar la Sippenhaft (culpa de sangre), los padres de Freda se divorciaron y con su familia se mudaron nuevamente a Liberec, donde Freda proseguiría con su educación para luego continuarla en Viena y Dresde. Durante este período, muchos amigos y familiares de Freda perecieron durante la guerra, siendo la propia Freda testigo de los bombardeos en Dresde que la intimidaron al punto de no proseguir con causas activistas y progresistas.
Freda retornó a Viena en 1947, obteniendo un certificado de periodismo y comunicación con sus estudios sobre la ocupación estadounidense en Viena. Ese mismo año, viajaría a Inglaterra para visitar a su padre antes de completar la escuela de enfermería, para finalmente pasar a la escuela de medicina en Frankfurt, Alemania, más precisamente en la Universidad Johann Wolfgang Goethe. Mientras estudiaba en dicha universidad conoció a Georges de Pawloff quién trabajaba para la Ocupación Francesa en Alemania Occidental y se casaron en 1953.

## Comienzos en el activismo
A principios de la década de 1950, Meissner y su esposo Georges se mudaron a África central, al entonces Congo Belga, donde ambos trabajaban para una empresa alemana que operaba allí. Su primer hijo nacería en este país, Ted Oliver. Desde África, Freda conocería la sangrienta lucha por la independencia y el inicio de la crisis del Congo, que conformarían parte de su compromiso con los países en desarrollo del mundo.
Tras su experiencia, se sometió a un cambio repentino de carrera y en 1860 se trasladó a París, uniéndose al departamento de ciencias sociales de la UNESCO. Allí, uno de sus trabajos consistiría en traducir documentos corporativos sobre ofertas y propuestas para la construcción de plantas de energía nuclear, haciéndola cada vez más interesada sobre el tema y formándole fuertes opiniones con respecto a los peligros ambientales y sociales de la energía nuclear. En 1962 regresaría con su familia a Viena, donde su esposo conseguiría un cargo en el Organismo Internacional de Energía Atómica de las Naciones Unidas mientras que Meissner se convertiría en secretaria general del recién formado Instituto de Estudios Avanzados. En 1963, ella y Georges tendrían a los gemelos Alexandra y Nicholas.
En 1968, Meissner retornaría a París donde participaría en los movimientos de protestas que tuvieron lugar en ese año, identificándose con una serie de causas progresistas y sociales de la época, como los derechos de la mujer, los derechos civiles, el ecologismo, la democracia y el rechazo al arianismo. Así, ella se distanciaría de su marido Georges y su matrimonio se disolvería ante el desacuerdo político. En 1970, contraería nuevamente matrimonio con Paul Blau, con quien tenía una larga amistad y compartían perspectivas éticas y sociales, éste era una figura prominente del movimiento sindical y fue editor del periódico Arbeiter-Zeitung de 1967 a 1970 y, desde 1970 a 1972 se desempeñaría como agregado cultural y de prensa de París.

## Activismo

### Movimiento antinuclear

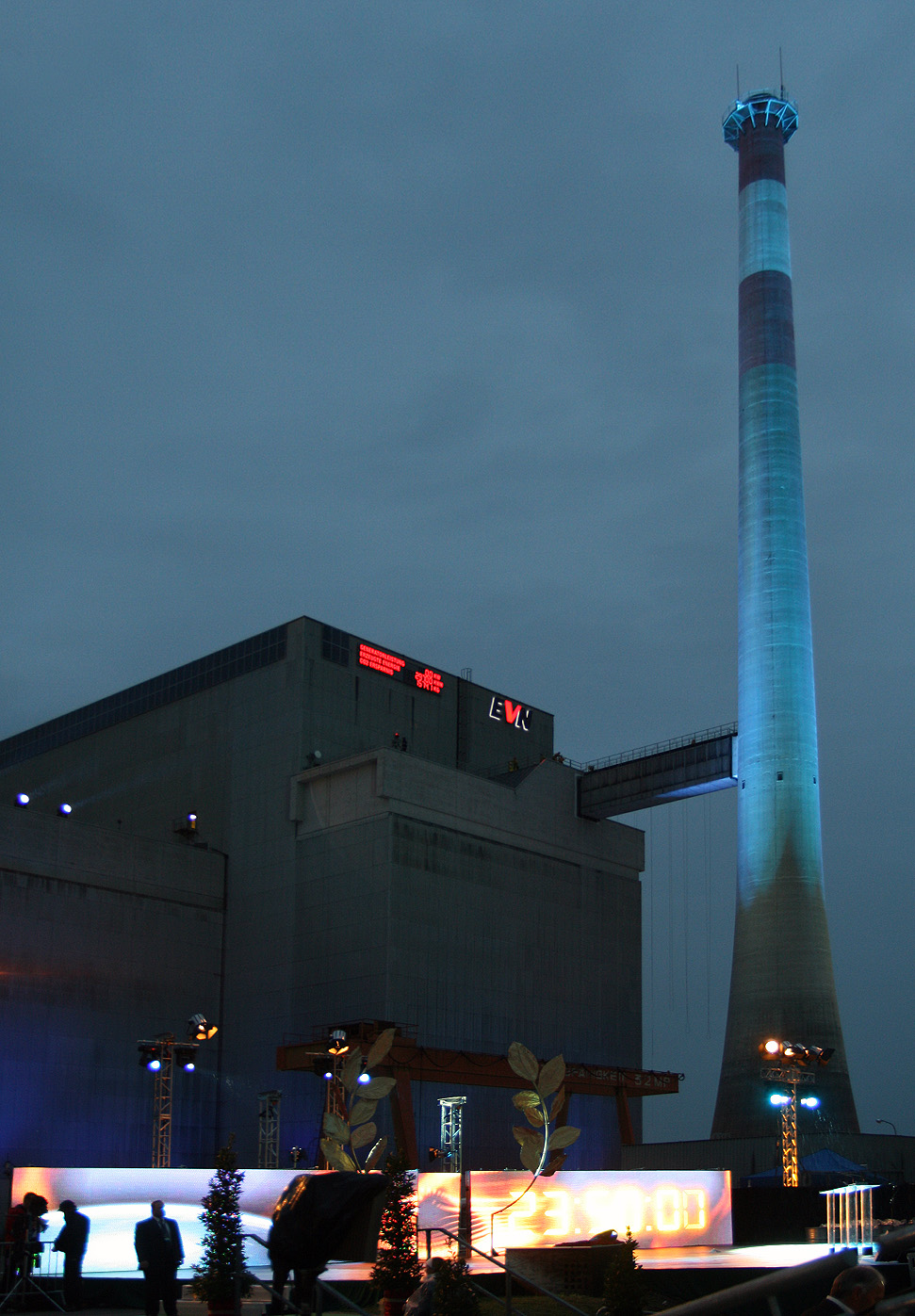
La central nuclear en Zwentendorf en 2009, para la que Meissner-Blau realizó la campaña en rechazo en 1978.

En 1972, Freda y Paul regresaron a Viena, donde ella comenzó a trabajar como Bildungsreferentin (secretaria de Educación) para el gigante industrial petrolero OMV AG donde tomaría un papel activo en la realización de seminarios y realizaría clases de capacitación para los empleados. Aquí es donde entraría en contacto con numerosas figuras del movimiento sindical y con los dirigentes del Partido Socialdemócrata de Austria (SPÖ). Durante la década de 1970, las cuestiones sobre energía nuclear se encontraban a la vanguardia del ambientalismo y era un tema especialmente polémico en la política austríaca. A finales de la década de 1970, este tema tocaría su punto culminante con el proyecto de construcción de seis centrales nucleares en Austria, la primera de ellas sería la central nuclear en Zwentendorf. A medida que la planta se construía, la oposición a la misma se hacía cada vez más resonante y Meissner-Blau se convirtió en una líder con resonante oposición apareciendo frecuentemente en los medios de comunicación como portavoz del movimiento. Ella se uniría a su marido Paul, Stefan Micko, Wolfgang Pekny y Peter Weish como los principales líderes de la lucha.
En 1978 y confiando en el apoyo mayoritario de la población, el Canciller de Austria Bruno Kreisky convocó a un referéndum sobre energía nuclear en el país. Este sería el primer referéndum durante la Segunda República de Austria teniendo lugar el 18 de febrero de 1978, preguntándole a las personas si estaban de acuerdo con la finalización de la central nuclear en Zwentendorf que ya estaba un 98% completa.
Meissner-Blau y otros activistas de la iniciativa de la "Iniciativa de Opositores de la Energía Atómica" (IOeAG) coordinaría la campaña por el "no", centrándose en la falta de medidas de seguridad en Zwentendorf, aun cuando la campaña era mucho más abarcativa, incluyendo el rechazo a cualquier tipo de energía nuclear. Fue destacada por el grupo la proximidad con la que se encontraba la planta de energía de Viena, a unos 40 kilómetros, mostrando que una posible catástrofe produciría graves consecuencias en la sociedad. A medida que la campaña avanzaba, era evidente que la opinión pública sobre la planta estaba cambiando. Kreisky comenzó a preocuparse por su campaña y trató de vincular la misma con el voto confianza hacia el socialismo. Para sorpresa del gobierno, la jornada electoral se tradujo en un ajustado 50,5% de "No" con unas 30 068 votantes con ésta inclinación. La pérdida del referéndum fue una vergüenza para el gobierno del SPÖ, viéndose obligado a aprobar leyes ante cualquier intento de desarrollo nuclear dentro de Austria. Meissner-Blau se convertiría en una figura reconocida y sus campañas en cuestiones ambientales serían conocidas aún fuera de Austria.

### Central hidroeléctrica de Hainburg

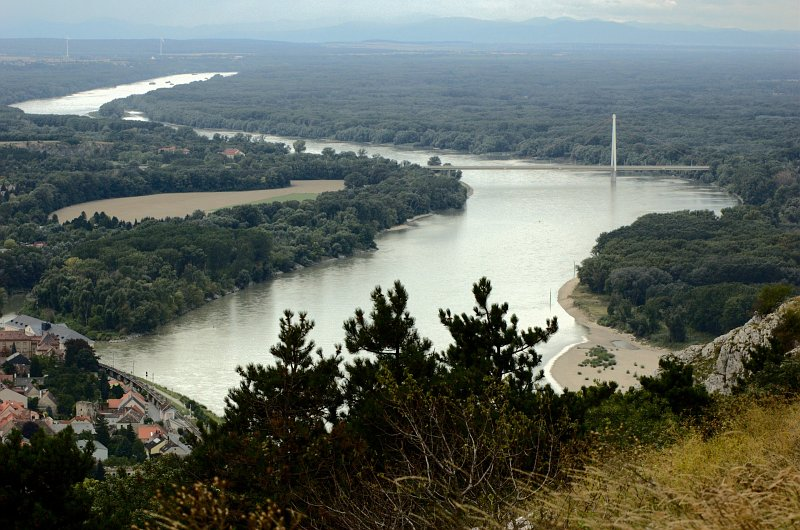
Vista del Danubio desde Hainburg.

En 1983, el gobierno de Austria de Fred Sinowatz había dado el visto bueno a una serie de planes de la empresa Österreichische Donaukraftwerke AG para construir una central hidroeléctrica cerca de Hainburg. Este proyecto sería considerado particular y de especial interés para la población, el gobierno anuló los procedimientos de regulación y acortó los plazos para una rápida aprobación del mismo. Los planes comenzaron en 1983 y la remoción de tierra al año siguiente. Sin embargo, la planta se ubicaría en el centro del actual Parque nacional Danubio-Auen, unos terrenos grandes y sensibles medio ambientalmente hablando, susceptibles de inundación y uno de los últimos de toda Europa. A mediados de 1984, una serie de ambientalistas, entre las que figuraba Freda Meissner-Blau, intentaban revocar la decisión mediante una Volksbegehren (petición ciudadana) y una campaña en los medios de comunicación para informar al público sobre los riesgos ambientales que podría provocar. Como medida, Meissner-Blau participó en las protestas masivas a mediados de 1984, culminando con una sentada de unas ocho mil personas en el sitio de la futura central el 8 de diciembre de 1984.
El gobierno trató de iniciar las labores nuevamente en el lugar mediante el uso de la fuerza policial para despejar a los manifestantes el 19 de diciembre. La tensión aumentó y varios manifestantes resultaron heridos. Esa noche, Meissner-Blau y otros líderes participaron en una protesta masiva en Viena, donde unas 40.000 personas marcharon en contra de las medidas del gobierno. Como resultado de ello, el gobierno cedió ante la opinión pública y se aprobó una negociación conocida como "tregua de Navidad" en la que Freda y su marido se encontraban presentes. Durante la Navidad, miles de personas realizaron sus vacaciones en la zona de Hainburg. En marzo de 1985, la petición ciudadana contaba con 353 906 firmas en contra de la planta y fue presentada ante el parlamento austríaco por el premio nobel Konrad Lorenz. La petición causó que el gobierno diera marcha atrás con su plan.

## Carrera política

### Movimiento verde y campaña presidencial
El movimiento político verde se originó en Austria a partir del referédum sobre energía nuclear de 1978, con una lista verde presentando candidatos en la Elección Federal de Austria de 1983, pero comenzando con fuerza tras el intento de construir la central hidroeléctrica de Hainburg. Hasta ese momento, las dos principales fuerzas políticas verdes que se encontraban en funcionamiento eran la Lista Alternativa de Austria (ALÖ) y los Verdes Unidos de Austria (VGÖ). Ambos partidos estaban  desorganizados y fraccionados, con poco consenso entre ambos como para presentar una lista conjunta. Después de la victoria contra la central de Hainburg, a la que ninguna de las partes se podía atribuir el éxito, se intentó entre 1984 y 1985 unificar los movimientos presentando una lista única en 1987. Sin embargo, terminaría en un escándalo interno con el VGÖ declinando la unión por diferencias ideológicas e interpersonales y con el ALÖ dividiéndose en dos fracciones opuestas.
En octubre de 1985, la parte más moderada del antiguo ALÖ se reunió en Salzburgo conformando la Iniciativa Parlamentaria de la Ciudadanía (BIP) en un intento por reunir a la parte del partido más profesional y menos dividida ideológicamente. La reunión fue organizada por los viejos líderes del ALÖ Günther Nenning, Gerhard Heilingbrunner y Michael Mayrhofer. Meissner-Blau se encontraría allí reunida el 26 de octubre de 1985 y, como una figura de renombrada oratoria, respetada y muy conocida a nivel nacional dentro del movimiento ambientalista, sería nominada por el BIP para presentarse como la primera candidata a la presidencia austríaca en una reunión en Graz, el 6 de enero de 1986. En febrero del mismo año, la oposición izquierdista de la antigua ALÖ se negó a participar del BIP, conformando su propio movimiento verde, la Reunión Alternativa Verde (GRAS). Algunas fracciones políticas se acercarían al BIP para unir fuerzas, mientras los medios de comunicación le daban un gran espacio a Meissner-Blau en el período previo a las presidenciales de mayo. El movimiento recibiría un gran impulso luego del Accidente de Chernóbil en abril y se convertiría en una controversia con el gobierno por el Saab 35 Draken. El 4 de mayo, Meissner-Blau obtuvo el 5,5% de los votos presidenciales. Si bien éste era un pequeño resultado, fue el mejor conseguido por el movimiento verde, consolidando a Freda como líder indiscutido.

### Consejo Nacional
A mediados de 1986, la coalición SPÖ-FPÖ dirigida por Franz Vranitzky se derrumbó cuando el socio menor, el Partido de la Libertad de Austria (FPÖ), eligió como su nuevo líder al controvertido Jörg Haider. Vranitzky concluyó que su gobierno no iba a tener a Haider como vicecanciller y llamó a elecciones anticipadas para el 23 de noviembre de 1986. Como resultado de ello, aumentó la presión para que el partido verde presentara a un candidato del frente unido, mientras Günther Nenning intentaba unificar a BIP, VGÖ y GRAS en una sola lista de candidatos. Meissner-Blau emergió como la candidata más popular y aceptada para encabezar la lista, una vez más asumiendo bajo la denominación «La Alternativa Verde - Lista Freda Meissner-Blau», demostrando ser una fuerza unificadora dentro del movimiento, aun cuando Nenning y ella fracasaron en su intento de unificar a los partidos disidentes. El 4 de octubre, GRAS se separó de la lista por 222 votos a favor del historiador Andrea Komlosy y 150 a favor de Meissner-Blau. La pérdida sería un shock.
Pese a la separación del GRAS, la mayor parte del movimiento verde continuó respaldando a Meissner-Blau y por primera vez se presentó una campaña política profesional y viable del movimiento verde a los austríacos. Las elecciones de 1986 produjeron un gran malestar en los dos mayores partidos políticos de Austria, el SPÖ y el ÖVP, que perdieron escaños frente a los verdes y al FPÖ. Los verdes obtuvieron el 4,8% de los votos (234 028 en total), llevándolos por encima del umbral decisivo del 4% y con ello, ocho candidatos fueron elegidos para el Consejo Nacional de Austria. Las listas verdes alternativas apenas obtendrían el 0,1%.
Una vez dentro del Parlamento austríaco, Meissner-Blau sería elegida como la primera portavoz oficial y líder del partido verde en Klagenfurt, el 12 de febrero de 1987. Aun así, el partido continuó sufriendo continuas luchas entre facciones. El activismo de los verdes a fines de la década de 1980 obstaculizaría su imagen en el Parlamento, surgiendo desconfianza entre sus compañeros de otros partidos. Meissner-Blau se desempeñaría en varias comisiones parlamentarias, cultivando una imagen profesional y ganando el respeto en el Parlamento. Después de dos años como líder, se alejó del partido, dejando su escaño en el Consejo Nacional el 6 de diciembre de 1986.

### Tribunal Internacional de Derechos Humanos
En junio de 1995, Meissner-Blau presidió el primer Tribunal Internacional de Derechos Humanos celebrado en Viena. Su copresidente fue Gerhard Oberschlick, editor del periódico FORVM y Christian Michelides serviría como fiscal general. El tribunal se dedicó a la persecución de lesbianas, gais, bisexuales y personas transgénero en Austria durante el período de 1945 a 1995. Una asamblea de activistas austriacos derechos humanos condenó a la República de Austria en los siete casos que fueron llevados adelante por la comunidad LGBT. Como consecuencia de este esfuerzo y otras gestiones, todas las leyes que discriminan a las personas LGBT en Austria fueron abolidas entre 1996 y 2005.

### Retiro
Luego de su renuncia al Parlamento austríaco, Meissner-Blau trabajó y colaboró con diversos organismos internacionales, haciendo además las veces de oradora profesional y escritora, realizando varias conferencias tras su retiro. Su marido Paul fallecería en octubre de 2005. En 1991 fue galardonada con el Premio Konrad Lorenz por logros ambientales, seguido en 2007 del Premio Lifetime Achievement Nuclear-Free Future de la Fundación Franz Moll y siendo nombrada una de las primeras ganadoras del Premio Save the World 2009.